# Selección femenina de voleibol de Bulgaria
La selección femenina de voleibol de Bulgaria es el equipo representativo del país en las competiciones oficiales de voleibol. Su organización está a cargo de la Bulgarian Volleyball Federation (BVF) . Se encuentra en el 21° puesto en el último ranking mundial.

## Palmarés
| Competición        |   |   |   | Total |
| ------------------ | - | - | - | ----- |
| Juegos Olímpicos   | 0 | 0 | 1 | 1     |
| Campeonato Mundial | 0 | 0 | 0 | 0     |
| Campeonato Europeo | 1 | 0 | 2 | 3     |
| Grand Prix         | 0 | 0 | 0 | 0     |
| Copa del Mundo     | 0 | 0 | 0 | 0     |
| Total              | 1 | 0 | 3 | 4     |

## Resultados

### Juegos Olímpicos
- 1980 — 3° Puesto
- 1984 - 2012 — No clasificado

### Campeonato Mundial
- 1952 — 4° Puesto
- 1956 — 5° Puesto
- 1962 — 4° Puesto
- 1970 — 6° Puesto
- 1974 — 13° Puesto
- 1978 — 9° Puesto
- 1982 — 9° Puesto
- 1986 — 12° Puesto
- 1998 — 10° Puesto
- 2002 — 8° Puesto
- 2014 — 11° Puesto

### Grand Prix
- 2013 — 9° Puesto
- 2014 — 21° Puesto
- 2015 — Clasificado

## Equipo actual
La siguiente es la lista de  Bulgaria en el Campeonato Mundial de Voleibol Femenino de 2014.
Director Técnico:  Vladimir Kuzyutkin
| N.º | Nombre                   | Cumpleaños           | Altura  | Peso  | Ataque  | Bloque  | Posición | Club 2014            |
| --- | ------------------------ | -------------------- | ------- | ----- | ------- | ------- | -------- | -------------------- |
| 1   | Diana Nenova             | 16/04/1985 (39 años) | 1.78 cm | 70 kg | 2.94 cm | 2.98 cm | Armadora | Schweriner SC        |
| 4   | Lora Kitipova            | 19/05/1991 (33 años) | 1.84 cm | 72 kg | 2.97 cm | 2.92 cm | Armadora | Lokomotiv Baku       |
| 5   | Dobriana Rabadzhieva     | 14/06/1991 (33 años) | 1.94 cm | 72 kg | 3.05 cm | 2.85 cm | Punta    | Voléro Zürich        |
| 6   | Tsvetelina Zarkova       | 18/12/1986 (38 años) | 1.87 cm | 69 kg | 2.98 cm | 2.89 cm | Central  | CS Volei Alba-Blaj   |
| 10  | Kremena Kamenova         | 21/05/1988 (36 años) | 1.85 cm | 64 kg | 3.04 cm | 2.99 cm | Punta    | CSM București        |
| 11  | Hristina Ruseva          | 01/10/1991 (33 años) | 1.90 cm | 77 kg | 3.05 cm | 2.90 cm | Central  | Nilüfer Belediyespor |
| 12  | Ivelina Monova           | 17/01/1986 (39 años) | 1.73 cm | 58 kg | 2.85 cm | 2.80 cm | Libero   | CV Maritza           |
| 13  | Mariya Filipova          | 10/09/1982 (42 años) | 1.78 cm | 68 kg | 2.95 cm | 2.75 cm | Libero   | Metal Galați         |
| 14  | Slavina Koleva           | 22/11/1986 (38 años) | 1.84 cm | 57 kg | 3.02 cm | 2.97 cm | Punta    | Karşıyaka Izmir      |
| 15  | Nasya Dimitrova          | 06/11/1992 (32 años) | 1.90 cm | 70 kg | 3.05 cm | 2.90 cm | Central  | Levski Sofia         |
| 16  | Elitsa Vasileva          | 13/05/1990 (34 años) | 1.90 cm | 73 kg | 3.02 cm | 2.90 cm | Punta    | Vakıfbank Istanbul   |
| 17  | Strashimira Filipova (C) | 18/08/1985 (39 años) | 1.95 cm | 78 kg | 3.07 cm | 3.00 cm | Central  | Azeryol Baku         |
| 18  | Emiliya Nikolova         | 26/12/1991 (33 años) | 1.85 cm | 59 kg | 3.02 cm | 2.87 cm | Opuesta  | Imoco Conegliano     |
| 19  | Elena Koleva             | 01/12/1977 (47 años) | 1.86 cm | 75 kg | 3.04 cm | 2.98 cm | Opuesta  | Voley 2002 Forli     |

## Escuadras
- Campeonato Europeo 2001 —  Medalla de Bronce

- Marina Marik, Vanya Sokolova, Antonina Zetova, Dessislava Velitchkova, Neli Marinova, Elena Arsova, Aneta Germanova, Iliyana Gocheva, Emiliya Serafimova, Radostina Gradeva, Anna Milanova y Iliyana Petkova. Entrenador: Emil Trenev.

- Campeonato Mundial 2002 — 8° lugar

- Marina Marik, Vanya Sokolova, Antonina Zetova, Neli Neshich, Lyubka Debarlieva, Slavka Ouzounova, Radosveta Milichevich, Elena Kunova, Aneta Germanova, Iliyana Gocheva, Elena Koleva y Iliyana Petkova. Entrenador: Stefan Panchev.

- Campeonato Europeo 2003 — 6° Puesto

- Elena Arsova, Radostina Chitigoi, Lyubka Debarlieva, Aneta Germanova, Elena Koleva, Marina Marik, Neli Neshich, Iliyana Petkova, Vanya Sokolova, Radosveta Milichevich, Eva Yaneva y Antonina Zetova. Entrenador: Stefan Panchev.

- Campeonato Europeo 2005 — 9° Puesto

- Iliyana Gocheva, Vyara Hadzhimoskova, Tsvetelina Zarkova, Martina Georgieva, Eva Yaneva, Lyubka Debarlieva, Vanya Sokolova, Mariya Filipova, Elena Koleva, Antonina Zetova, Strashimira Filipova y Evelina Tsvetanova. Entrenador: Miroslav Zhivkov.

- Campeonato Europeo 2007 — 11° Puesto

- Diana Nenova, Denitsa Karaulanova, Tsvetelina Zarkova, Martina Georgieva, Eva Yaneva, Lyubka Debarlieva, Radosveta Milichevich, Mariya Filipova, Elena Koleva, Elitsa Vasileva, Petya Tsekova y Strashimira Filipova. Entrenador: Dragan Nesic.

- Campeonato Europeo 2009 — 8° Puesto

- Tania Sabkova, Evelina Tsvetanova, Aneta Germanova, Tsvetelina Zarkova, Eva Yaneva, Lyubka Debarlieva, Radostina Chitigoi, Mariya Filipova, Elena Koleva, Elitsa Vasileva, Strashimira Filipova y Iliyana Petkova. Entrenador: Dragan Nesic.

- Campeonato Europeo 2011 — 14° Puesto

- Lora Kitipova, Tania Sabkova, Dobriana Rabadzhieva, Tsvetelina Zarkova, Lyubka Debarlieva, Kremena Kamenova, Hristina Ruseva, Mariya Karakasheva, Ivelina Monova, Elitsa Vasileva, Strashimira Filipova y Emiliya Nikolova. Entrenador: Dragan Nesic.

- Grand Prix 2013 — 9° Lugar

- Diana Nenova, Desislava Nikolova, Lora Kitipova, Dobriana Rabadzhieva, Tsvetelina Zarkova, Hristina Ruseva, Mariya Karakasheva, Mariya Filipova, Slavina Koleva, Elitsa Vasileva, Strashimira Filipova y Emiliya Nikolova. Entrenador: Marcello Abbondanza.

- Campeonato Europeo 2013 — 13° Puesto

- Diana Nenova, Desislava Nikolova, Lora Kitipova, Dobriana Rabadzhieva, Tsvetelina Zarkova, Gabriela Koeva, Hristina Ruseva, Mariya Karakasheva, Mariya Filipova, Slavina Koleva, Zhana Todorova, Elitsa Vasileva, Strashimira Filipova y Emiliya Nikolova. Entrenador: Marcello Abbondanza.

- Grand Prix 2014 — 21° Lugar

- Diana Nenova, Lora Kitipova, Dobriana Rabadzhieva, Tsvetelina Zarkova, Eva Yaneva, Hristina Ruseva, Ivelina Monova, Slavina Koleva, Nasya Dimitrova, Elitsa Vasileva, Strashimira Filipova y Emiliya Nikolova. Entrenador: Ivan Petkov.

- Campeonato Mundial 2014 — 11° lugar

- Diana Nenova, Lora Kitipova, Dobriana Rabadzhieva, Tsvetelina Zarkova, Kremena Kamenova, Hristina Ruseva, Ivelina Monova, Mariya Filipova, Slavina Koleva, Nasya Dimitrova, Elitsa Vasileva, Strashimira Filipova, Emiliya Nikolova y Elena Koleva. Entrenador: Vladimir Kuzyutkin.